# Къса продажба
Къса продажба (на английски: short-selling) е продажба на нещо, което не притежаваш, с надеждата да го купиш в бъдеще на по-ниска от продажната цена, с което да реализираш печалба.
Например:
Лицето А, което очаква цената на акциите Х, които са на цена 10 единици да се понижат ги предлага за къса продажба. Лицето В, което очаква цената на акциите Х да нарасне, може да ги закупи. При сетълмент от две седмици лицето А има възможност да изчака и когато цената на акциите падне под 10 единици, да ги закупи за да реализира печалба. Лицето В може да реализира печалба, ако при сетълмента цената на акциите е над 10 единици, като продаде акциите.
Късите продажби се подчиняват на строги правила, едно от които е, че преди продажбата трендът на акциите трябва да е възходящ.
Къса продажба се счита за отрицателна за моралния аспект, защото е спекулативна дейност, която се възползва от загубите на други хора или компании.